# Rhamphidium
Rhamphidium es un género de musgos perteneciente a la amilia Archidiaceae. Comprende 30 especies descritas y de estas, solo 22  aceptadas.

## Taxonomía
El género fue descrito por William Mitten y publicado en Journal of the Linnean Society, Botany 12: 45. 1869.

## Especies aceptadas
A continuación se brinda un listado de las especies del género Rhamphidium aceptadas hasta febrero de 2015, ordenadas alfabéticamente. Para cada una se indica el nombre binomial seguido del autor, abreviado según las convenciones y usos.
- Rhamphidium borinquense H.A. Crum & Steere
- Rhamphidium brasiliense Broth.
- Rhamphidium brevifolium Broth.
- Rhamphidium crispifolium Dixon
- Rhamphidium dicranoides Paris
- Rhamphidium dixonii E.B. Bartram
- Rhamphidium fendleri (Müll. Hal.) Broth.
- Rhamphidium hyophilaceum (Müll. Hal.) Broth.
- Rhamphidium inclinans (Schimp. ex Besch.) Broth.
- Rhamphidium laetum (Kunze ex Müll. Hal.) Broth.
- Rhamphidium laticuspe Dixon
- Rhamphidium levieri Herzog
- Rhamphidium macrostegium (Sull.) Mitt.
- Rhamphidium madurense Dixon & P. de la Varde
- Rhamphidium montanum (Mitt.) R.H. Zander
- Rhamphidium mussuriense Dixon
- Rhamphidium novoguineensis D.H. Norris & T.J. Kop.
- Rhamphidium ovale E.B. Bartram
- Rhamphidium purpuratum Mitt.
- Rhamphidium pygmaeolum (Müll. Hal.) Broth.
- Rhamphidium vaginatum Mitt.
- Rhamphidium veitchii Dixon

## Biblioigrafía
1. Mitten, W. 1869. Musci Austro-Americani. J. Linn. Soc., Bot. 12. 659 pp.  View in BotanicusView in Biodiversity Heritage Library
2. Corley, M. F. V., A. C. Crundwell, R. Düll, M. O. Hill & A. J. E. Smith. 1981 [1982]. Mosses of Europe and the Azores: an annotated list of species, with synonyms from the recent literature. J. Bryol. 11: 609–689.
3. Crosby, M. R. & R. E. Magill. 1981. A Dictionary of Mosses, third printing. Monogr. Syst. Bot. Missouri Bot. Gard. 3. 43 pp.
4. Iwatsuki, Z. & B. C. Tan. 1979. Checklist of Philippine mosses. Kalikasan 8: 179–210.
5. Mahú, M. 1979. Familias y géneros de musgos Chilenos. Bryologist 82: 513–524.
6. Miller, H. A., H. O. Whittier & B. A. Whittier. 1978. Prodromus florae muscorum Polynesiae, with a key to genera. Bryophyt. Biblioth. 16. 334 pp.
7. Redfearn, P. L. J. & P. c. Wu. 1986. Catalog of the mosses of China. Ann. Missouri Bot. Gard. 73: 177–208.  View in Botanicus

- Datos: Q17283478
- Especies: Rhamphidium